# Chiesa di San Francesco (Pola)
La chiesa di San Francesco (Samostan i crkva sv. Franje u Puli in croato) è un edificio di culto cattolico della città croata di Pola.

## Storia
La chiesa fu costruita nel 1314 in stile tardoromanico e presenta già alcuni elementi gotici.

## Descrizione
La chiesa presenta una facciata scarna a capanna con un portale finemente decorato ed un rosone dai richiami gotici. L'interno, a navata unica, oltre ad resti paleocristiani, conserva un polittico ligneo veneziano della seconda metà del XV secolo. Nell'attiguo convento di particolare rilievo il chiostro romanico quattrocentesco.